# كلية غاريت
كلية غاريت (بالإنجليزية: Garrett College)‏ هي كلية، ومؤسسة تعليمية عامة في الولايات المتحدة، تأسست في 1966، في الولايات المتحدة.